# Val Malga
La Val Malga è una valle alpina del gruppo dell'Adamello, tributaria laterale della Val Camonica e percorsa dal torrente Remulo.
Il suo imbocco è a circa 650 metri di quota, in corrispondenza del centro di Sonico, mentre la sua testata è data dall'inizio della Val Miller, presso la Malga Frino a 1695 m s.l.m.
Stretta e selvaggia, la Val Malga è completamente priva di centri abitati e poche sono le attività umane che vi trovano sede. Non vi sono alberghi, ma rifugi alpini ad uso di alpinisti ed escursionisti, malghe e case per le vacanze estive. Inoltre mancano completamente sia piste da sci, sia impianti di risalita (ad eccezione delle teleferiche di servizio per gli impianti idroelettrici).

Una strada asfaltata, ma piuttosto stretta e tortuosa, risale la valle dopo essersi staccata dalla Strada statale 42 del Tonale e della Mendola, oltrepassando il torrente presso ponte Faét (1100 m) e terminando a ponte del Guat (1530 m) da cui prosegue una mulattiera non percorribile da autoveicoli (se non per un breve tratto, e soltanto nella stagione estiva, sino alla Malga Premassone, dov'è stato allestito un parcheggio a pagamento).
La val Malga fa parte del Parco regionale dell'Adamello.

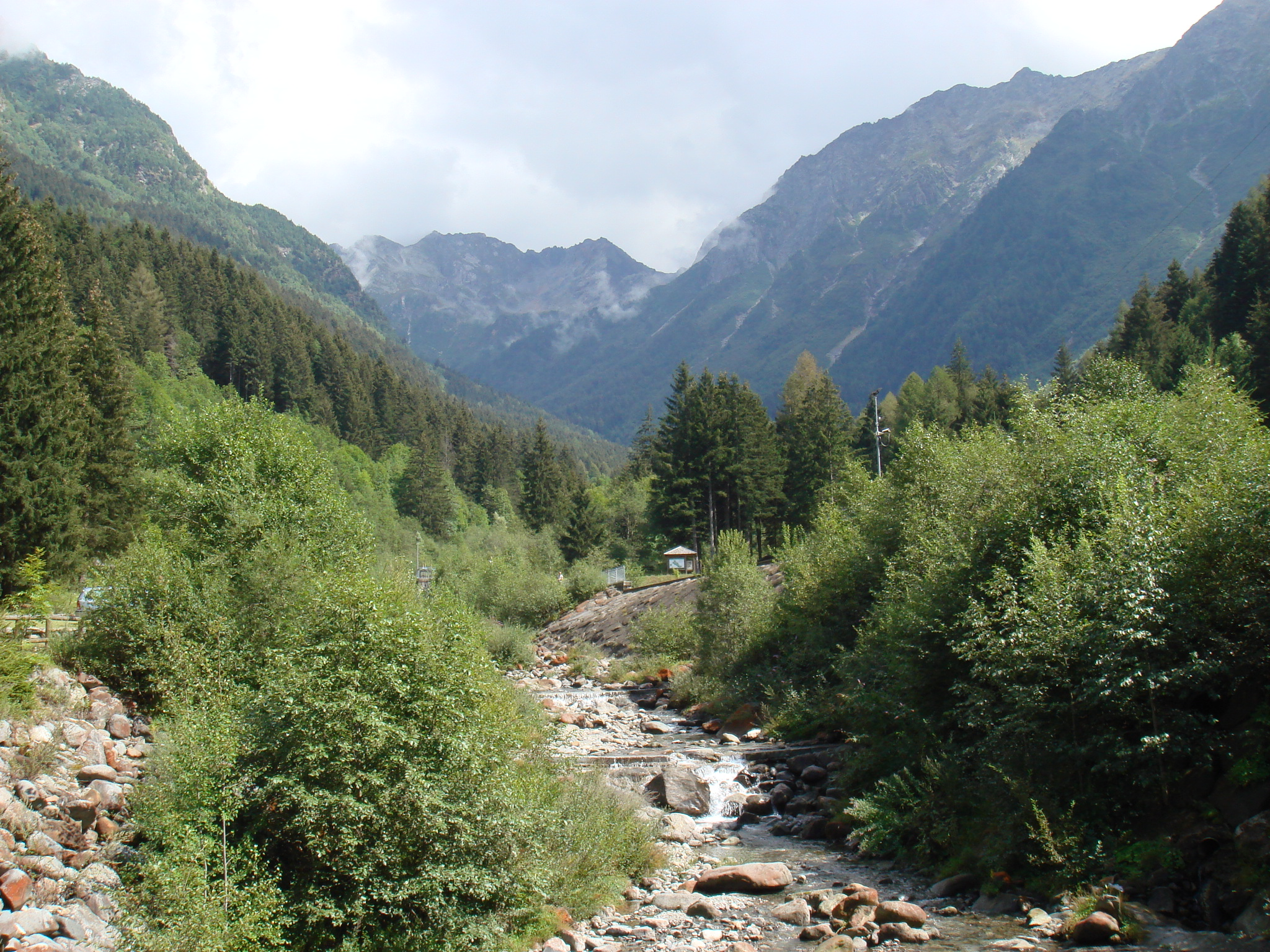
Val Malga da Ponte Faet (1130 m)

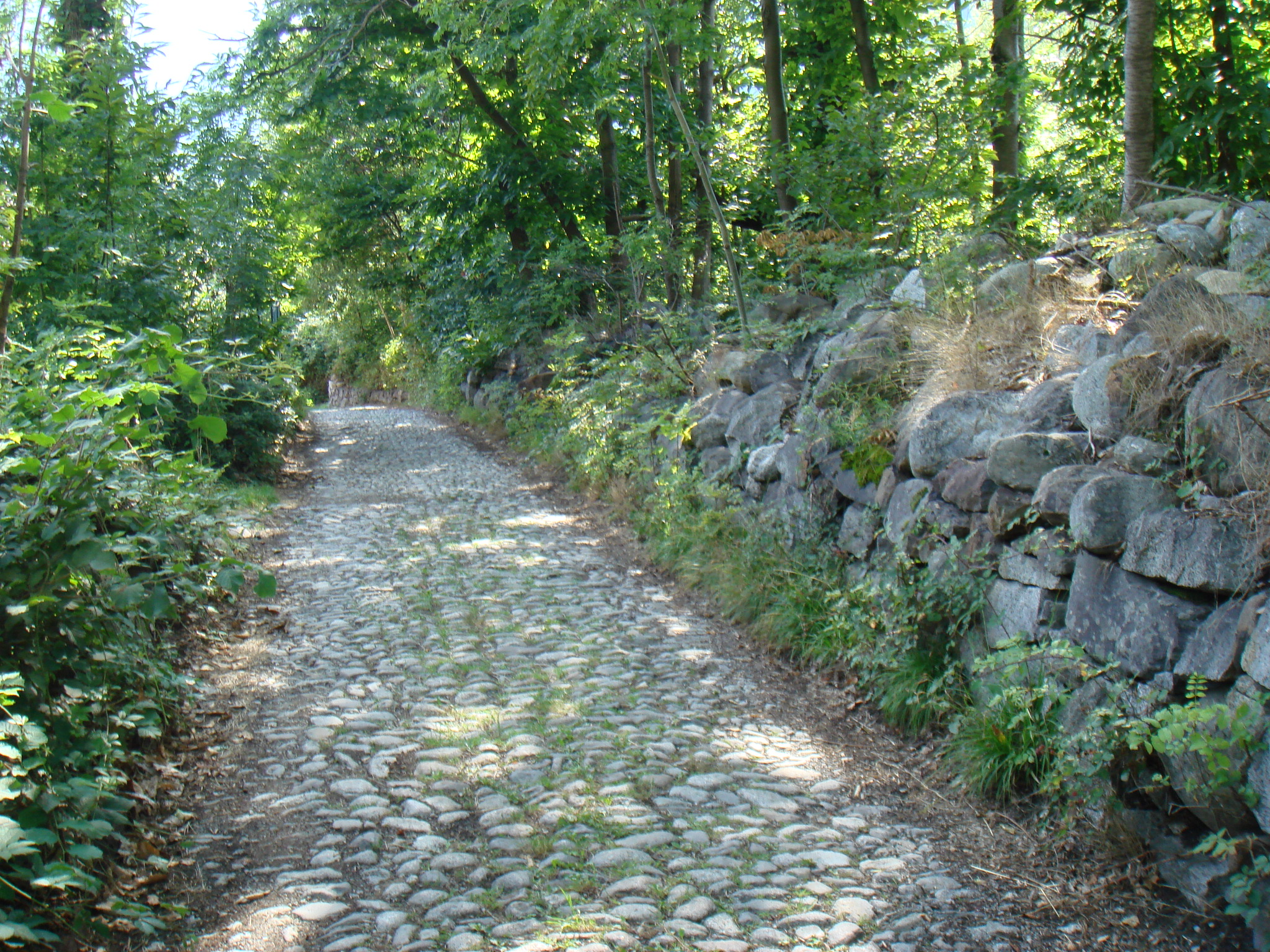
Via ègia, Strada vecchia. Sentiero che da Rino di Sonico porta in Val Malga.